# Tiberi Claudi Asel (pretor 206 aC)
Tiberi Claudi Asel (llatí: Tiberius Claudius Asellus) va ser tribú militar amb el cònsol Gai Claudi Neró (207 aC), i després pretor el 206 aC quan va obtenir Sardenya com a província. Va ser edil el 204 aC.
Formava part de la gens Clàudia i era de la branca familiar dels Asels. Apià relata la seva vida extraordinària.